# 스토페라

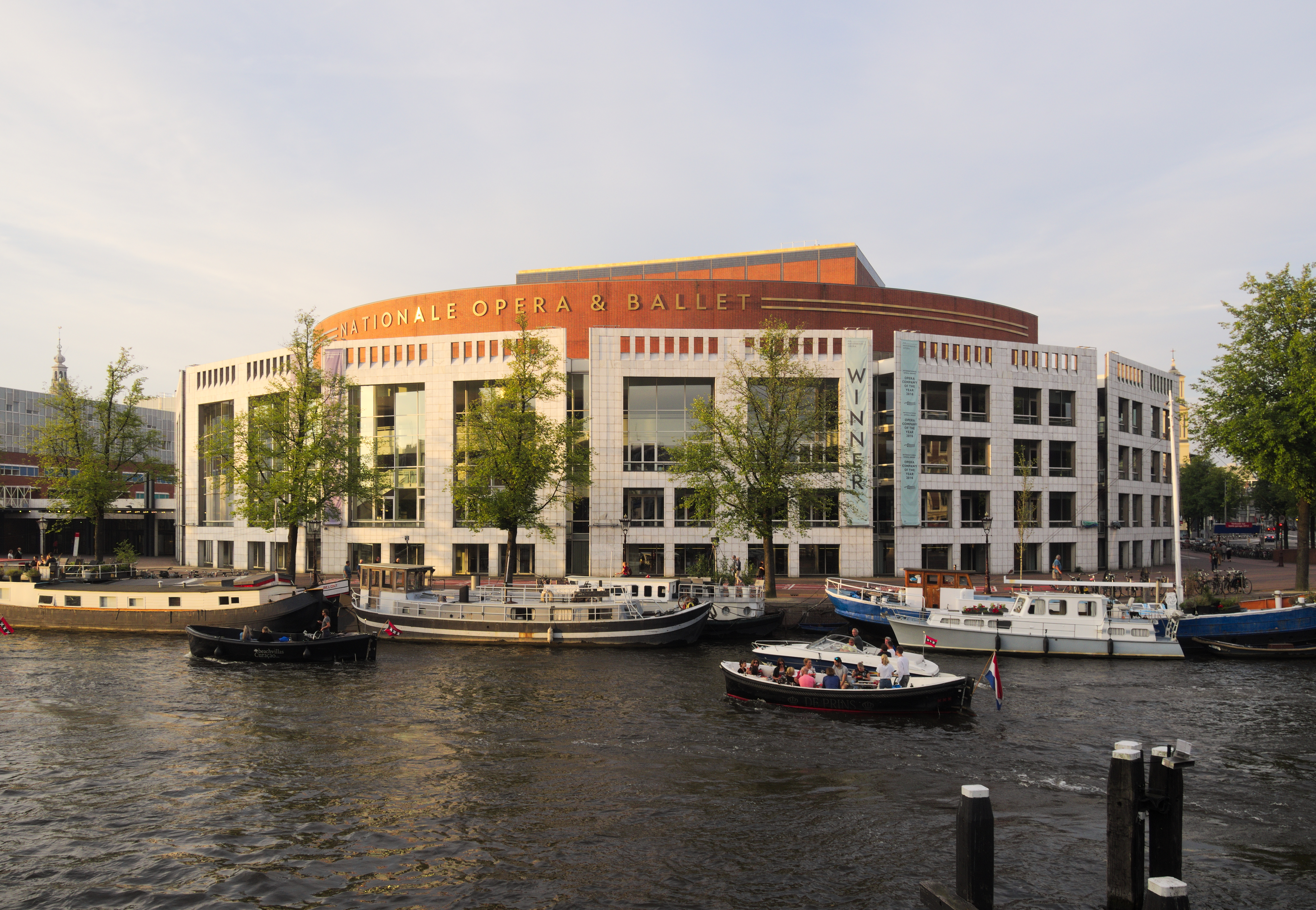
스토페라

스토페라(네덜란드어: Stopera)는 네덜란드 암스테르담에 위치한 오페라 극장이다.